# Rättiksjögurka
Rättiksjögurka (Pseudothyone raphanus) är en sjögurkeart som först beskrevs av Magnus Wilhelm von Düben och Johan Koren 1845. Enligt Catalogue of Life ingår Rättiksjögurka i släktet Pseudothyone och familjen korvsjögurkor, men enligt Dyntaxa är tillhörigheten istället släktet Pseudothyone och familjen mjuksjögurkor. Enligt den svenska rödlistan är arten otillräckligt studerad i Sverige. Arten förekommer i Götaland. Artens livsmiljö är havet. Inga underarter finns listade i Catalogue of Life.